# Kauwboy
Kauwboy è un film del 2012 diretto da Boudewijn Koole.